# Engenharia financeira
Engenharia financeira é um campo multidisciplinar relativo à criação de novos instrumentos financeiros e estratégias, tipicamente opções exóticas e derivativos de taxa de juro e especializados. Este campo aplica metodologias de engenharia a problemas em finanças, e emprega teoria de finanças e matemática aplicada, assim como computação e a prática de programação (ver finanças computacionais).
A engenharia financeira é uma engenharia dos processos financeiros de uma instituição (uma empresa, um órgão público, uma instituição filantrópica, uma ONG, etc). Trata de seu fluxo de caixa futuro, seus métodos e organização de sua tesouraria, seus processos de remuneração e faz a análise dos processos financeiros estratégicos para a tomada de decisões. Permite, entre suas áreas de atuação, a construção de modelos quantitativos para gestão de custos e riscos.